# Acaenica
Acaenica é um gênero de traça pertencente à família Arctiidae.